# حارة البطان (صنعاء)
البطان هي إحدى حارات حي بني حوات (صنعاء) بمدينة الروضة شمال العاصمة اليمنية "صنعاء"، بلغ تعداد سكانها 1429 نسمة حسب تعداد اليمن لعام 2004.